# Château de Beaune
Pour les articles homonymes, voir Château (homonymie) et Beaune (homonymie).
Le château de Beaune est un château du XIXe siècle (en tuile vernissée de Bourgogne) sur l'emplacement de l'ancien château fort de Beaune du XVe siècle. Situé sur la route des Grands Crus du vignoble de Bourgogne à Beaune en Côte-d'Or en Bourgogne-Franche-Comté, il est l'actuel siège du domaine viticole Bouchard Père & Fils depuis 1872, et est inscrit aux monuments historiques depuis le 10 septembre 1937.

## Historique
À la suite de la guerre de Cent Ans (1337 à 1453) et de la mort du duc de Bourgogne Charles le Téméraire en 1477 à la bataille de Nancy, le roi de France Louis XI entreprend la réintégration de l'État bourguignon souverain à la France (succession de Charles le Téméraire). 

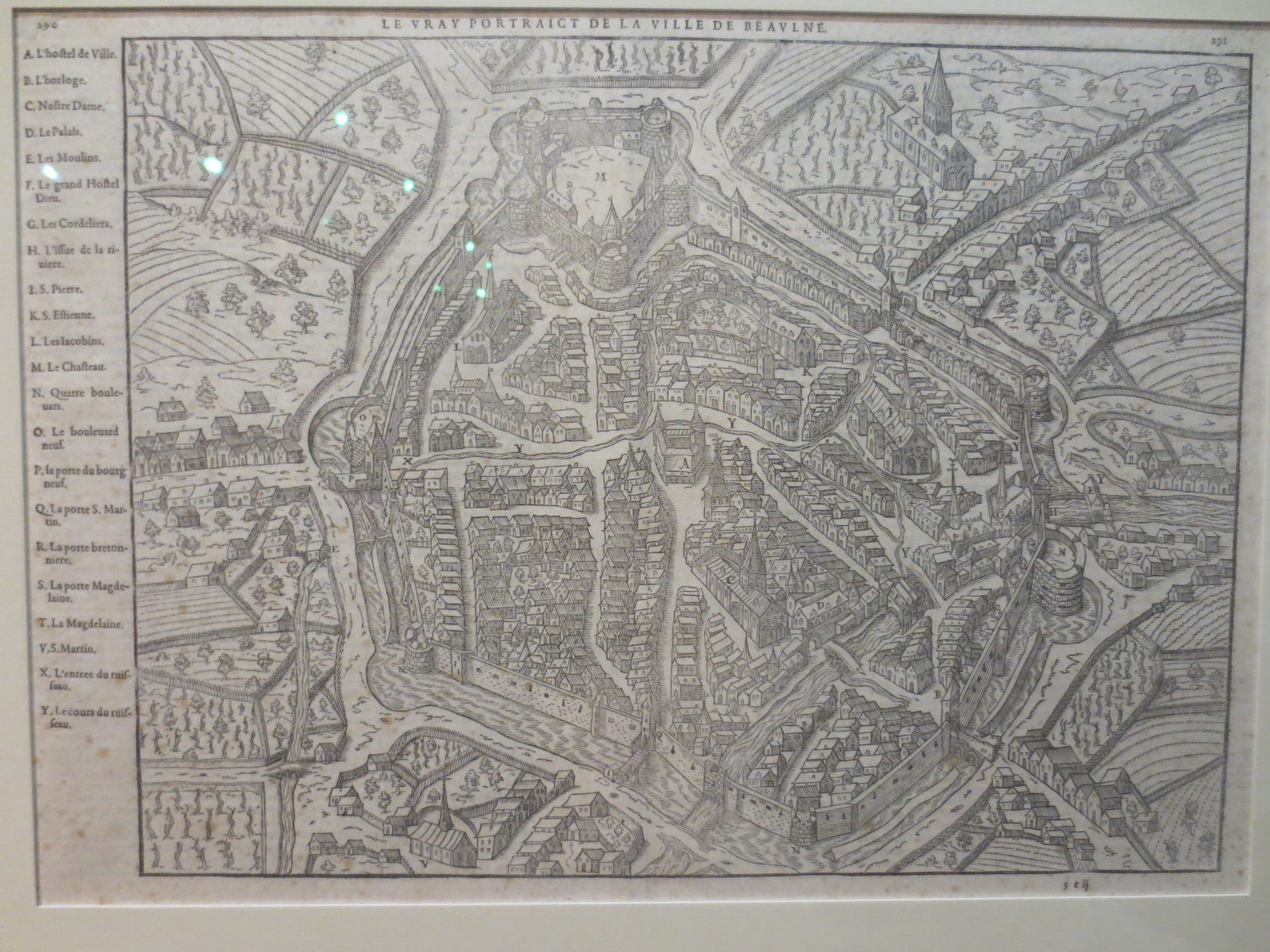
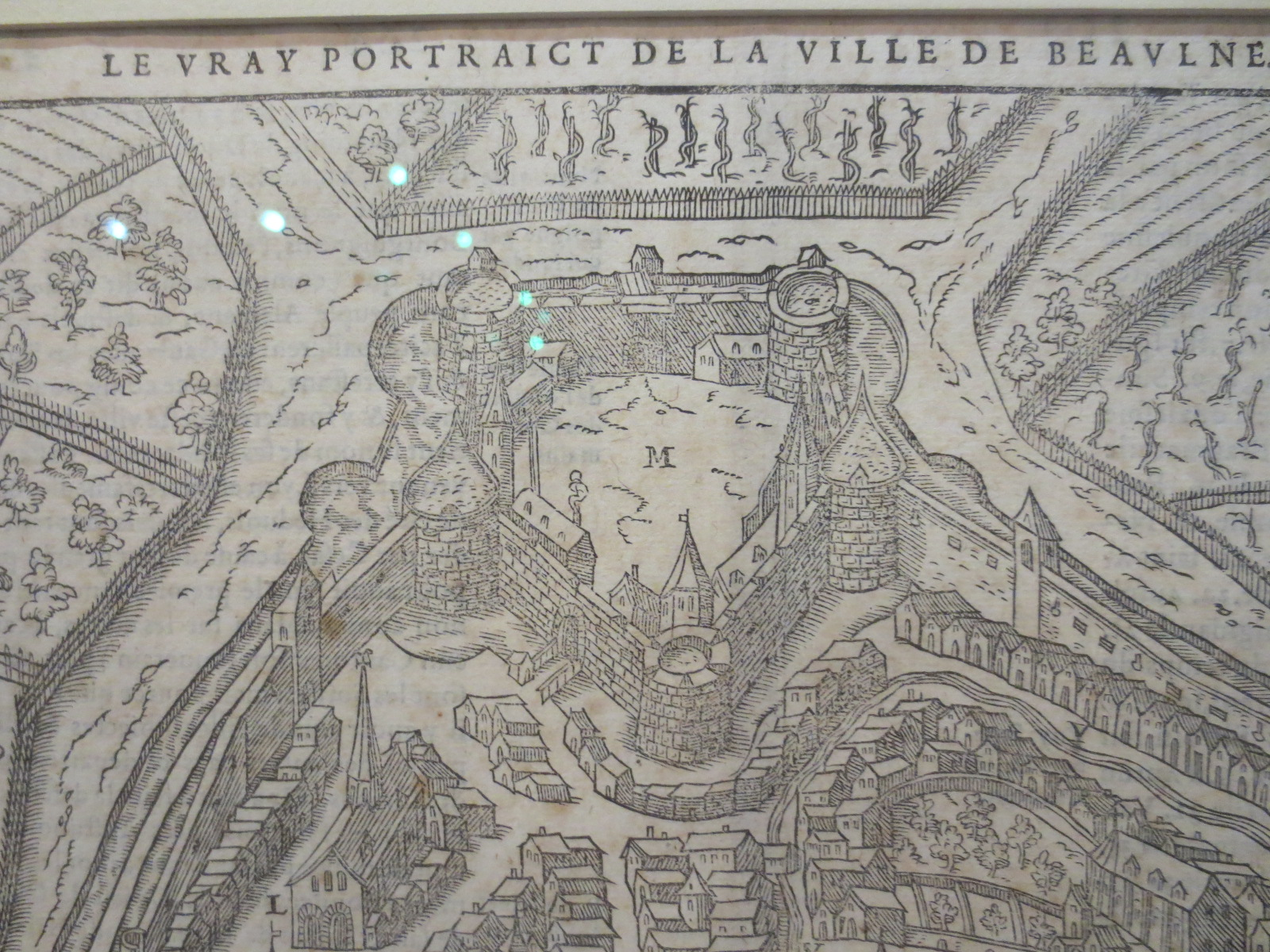

Après avoir reconquis Beaune et son Hôtel des ducs de Bourgogne de Beaune le 2 juillet 1478 par un siège de cinq semaines, à la duchesse Marie de Bourgogne (fille héritière du Téméraire, qui a épousé le futur empereur du Saint-Empire romain germanique Maximilien Ier de la Maison de Habsbourg) Louis XI fait construire ce château fort sur des précédents remparts du XIIe siècle (avec les château de Dijon, château d'Auxonne, et le renforcement du Château de Poligny (Jura), pour y établir ses garnisons. Poligny (Jura)-Beaune-Dijon-Auxonne sont alors à la  frontière entre le royaume de France et l'empire germanique). Une grosse tour et deux demi-tours adossées à l'intérieur des remparts tournées vers la ville absorbent la porte dite « Bataillée », et contrôle l'accès de la ville et de ses habitants. 

Remparts et château fort de Beaune en 1574
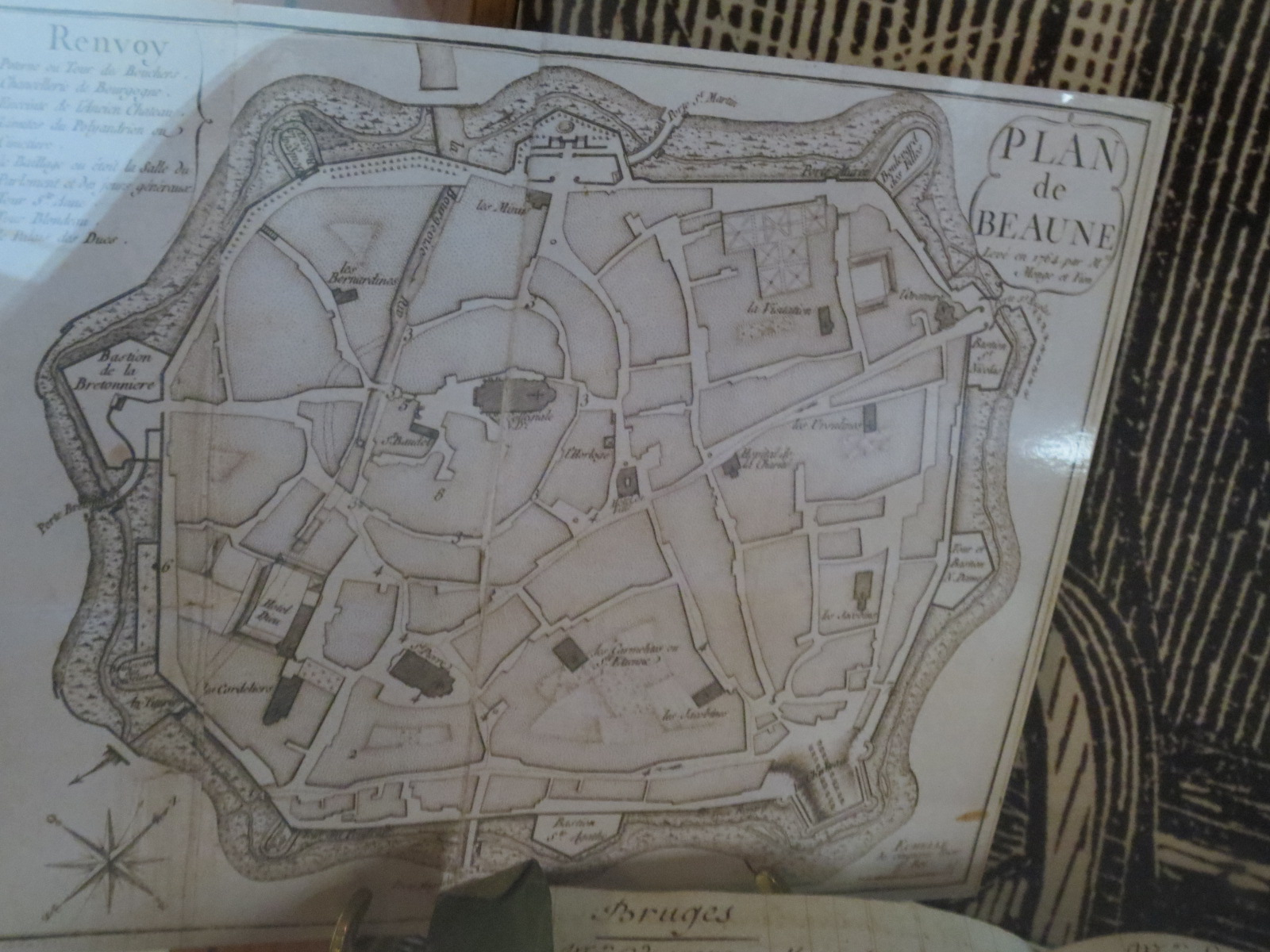
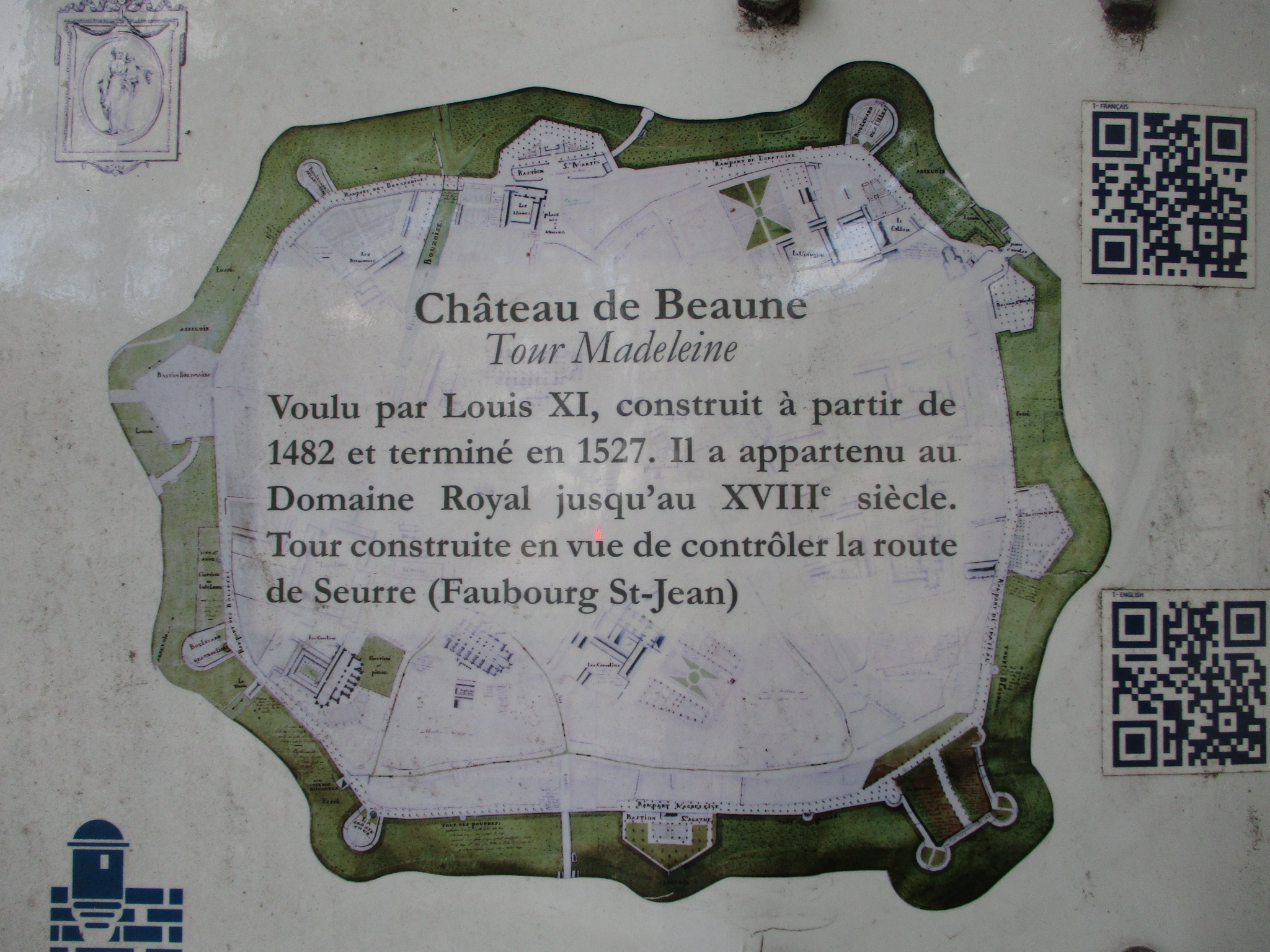
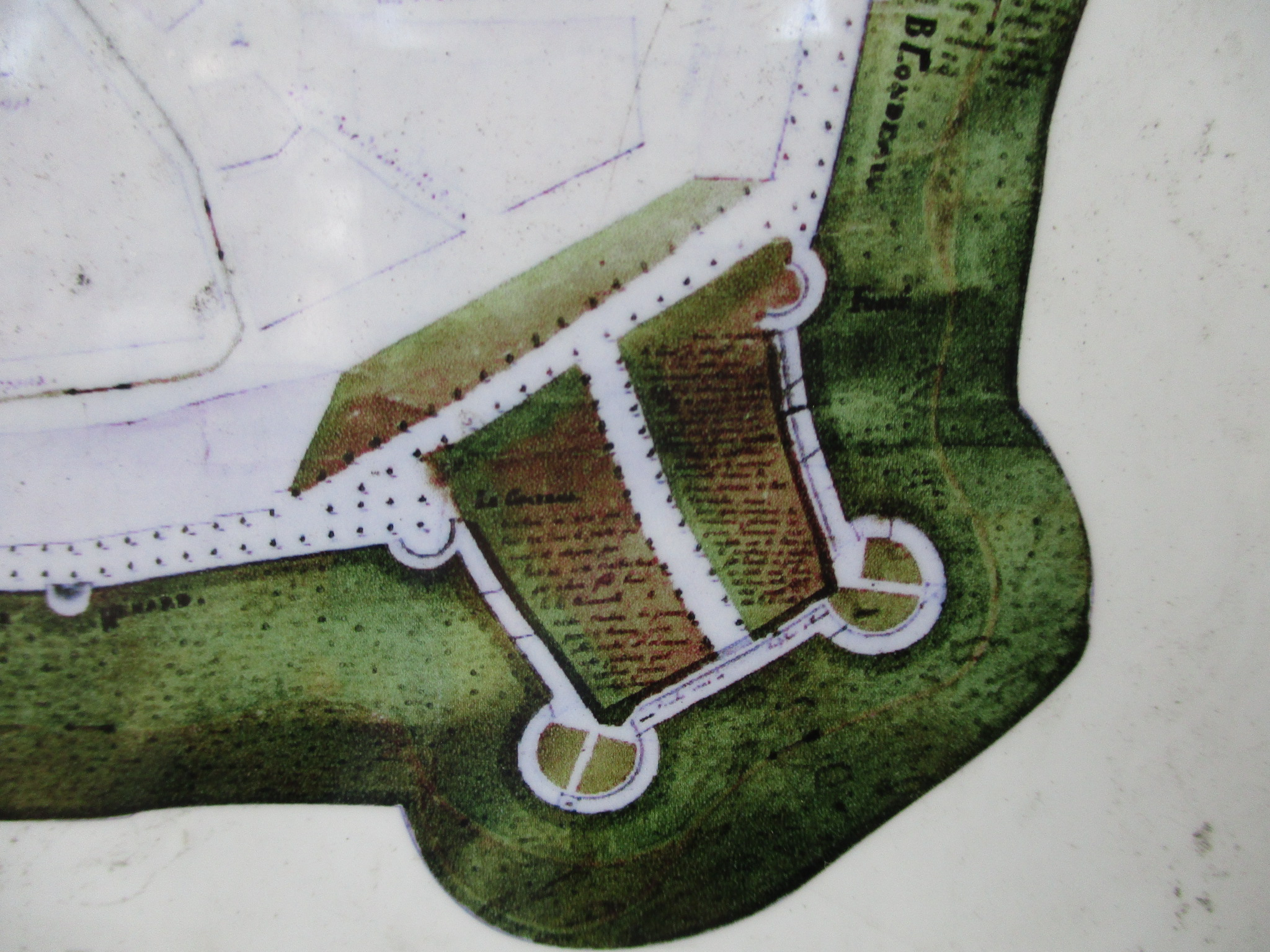

Les rois de France Charles VIII (1470-1498) en 1487, puis Louis XII (1462-1515) jusqu'à François Ier (1494-1547) en 1527, font renforcer la construction du château fort et des fortifications de la ville avec une extension de deux grosses tours vers la campagne pour contrôler les routes de Dijon et de Seurre.

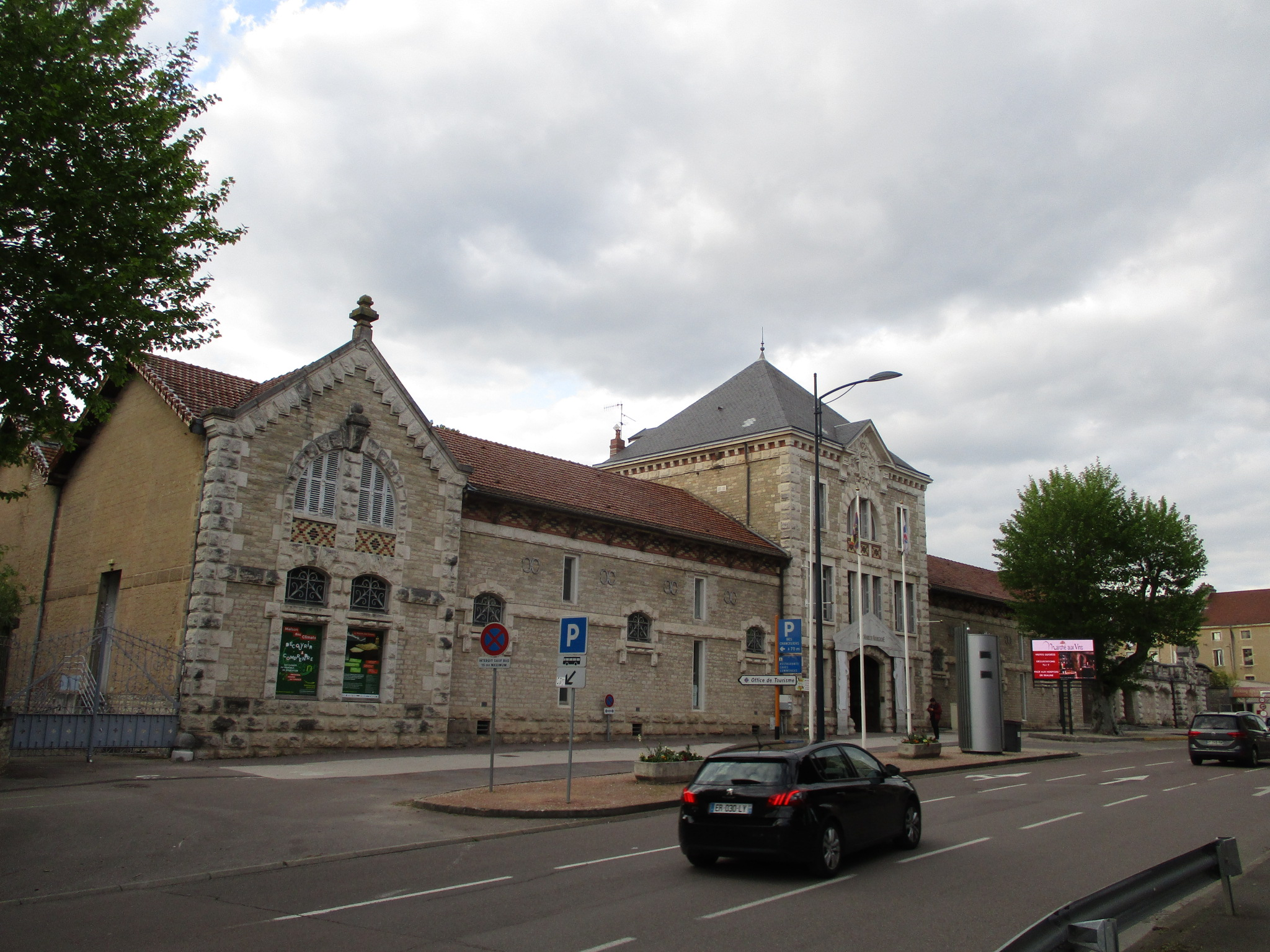
Porte Marie de Bourgogne (actuel musée des Beaux-Arts de Beaune)

Après que le roi de France Henri III (1551-1589) eut cédé le château au duc Charles III de Lorraine, qui en confia le commandement aux ligueurs, les habitants de Beaune avec l'aide du Maréchal de France et gouverneur de Bourgogne Charles de Gontaut-Biron (du parti royaliste d'Henri IV) obtinrent leur reddition le 26 mars 1595, par la brèche faite avec dix canons et deux couleuvrines dans la muraille tournée vers la ville. Le roi de France Henri IV, par lettres patentes du 19 août 1602, après celles du 26 mars 1595, ordonna au gouverneur de Bourgogne Roger de Bellegarde, suivant la requête des États du Duché, de faire démolir le château fort côté ville, afin que de nouveaux opposants ne s'y installent et pour éviter de nouveaux troubles. La démolition ne fut guère terminée qu'en 1606.
Le 13 août 1780, la ville de Beaune vendit à la bougie, l'emplacement du château fort et le reste des dépendances à deux entrepreneurs qui y établirent des chantiers de charpente et de taille de pierre, démolissant entièrement les restes des bâtiments devant laisser libre l'allée de marronniers centrale réservée à la ville ; baptisée jusqu'à nos jours « rue du Château ».

## Domaine viticole Bouchard Père & Fils
Bernard Bouchard, marié à Théodorine Morelot, récupéra de son beau-père Simon-Étienne-Hugues Morelot, chirurgien en chef de l'Hôtel-Dieu et administrateur des Hospices de Beaune, le terrain et les deux grosses tours à l'est, tour Saint-Jean et tour Madeleine, que son beau-père avait rachetées aux entrepreneurs Jean et Louis Moyne. Le 21 juin 1820, Bernard Bouchard racheta un autre bastion et le reste des dépendances et transforma l'intérieur des tours en caves à vin. Le siège de la maison Bouchard Père & Fils fut installé en 1872 aux n°13 et n°15 de la rue du Château, par Antonin Bouchard, son deuxième fils, et par Julien son fils cadet. Antonin s'installa au n°8 de la même rue et y fit construire le pavillon au tuiles vernissées que l'on appelle actuellement château, Julien résidant dans la succursale de la maison à Bordeaux qu'il dirigeait et jusqu'à son décès en 1921 dans le château de Maizières, maison conventuelle de l'Abbaye de Maizières à Saint-Loup-Géanges.  

Domaine Bouchard Père & Fils, sur l'ancien château fort de la rue du château
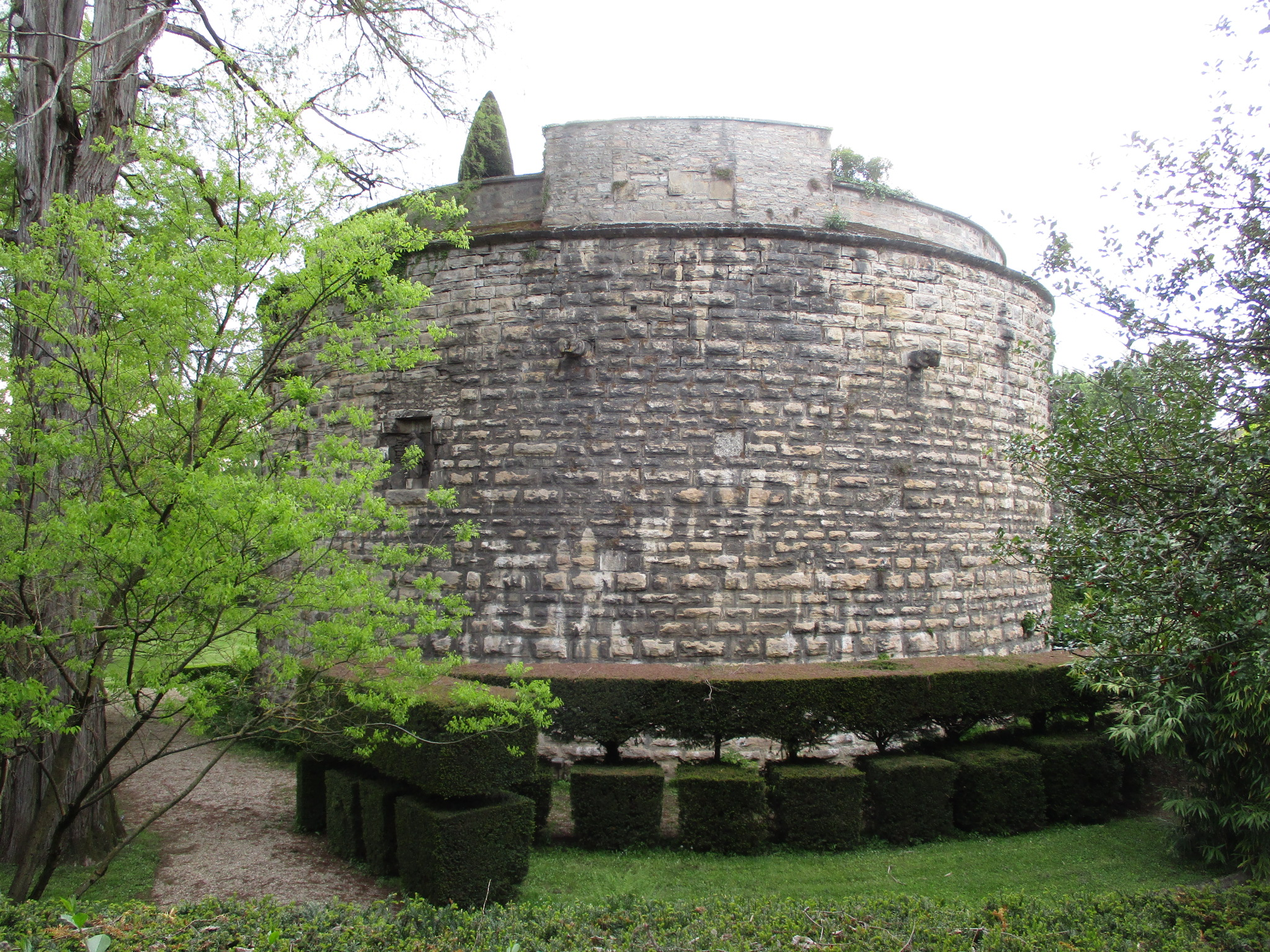
Tour Madeleine (1482)
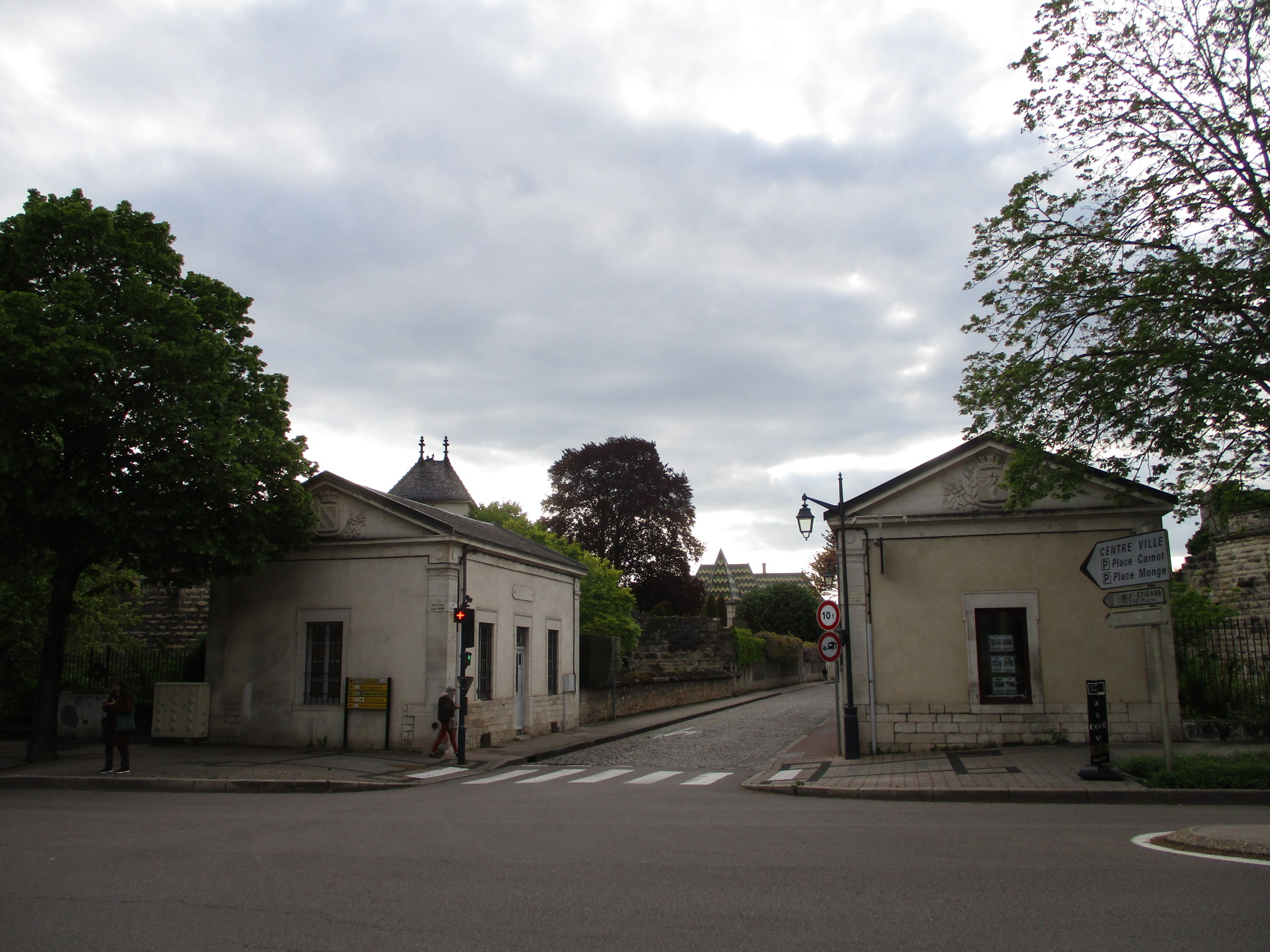
Entrée de l'ancien château fort
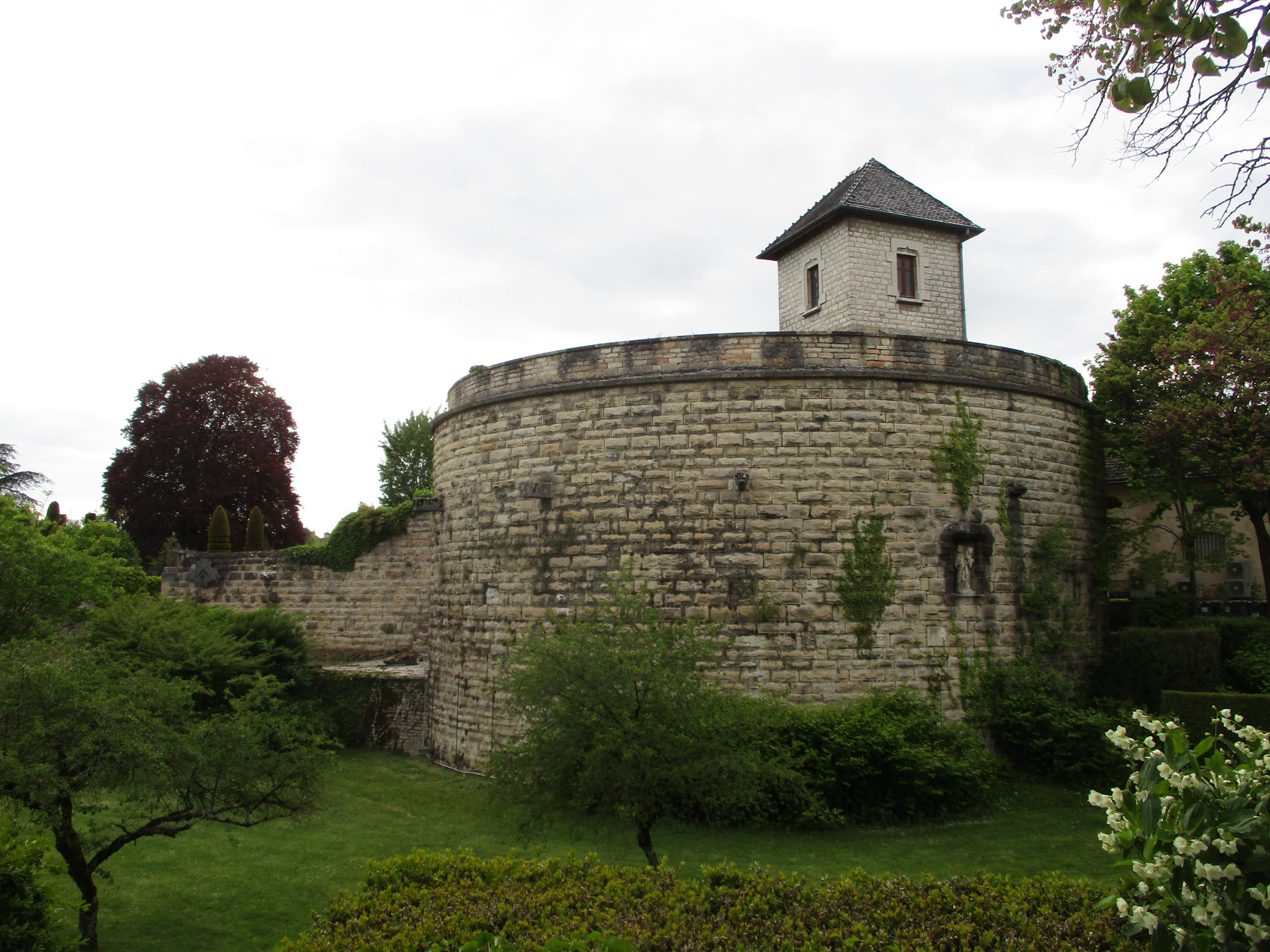
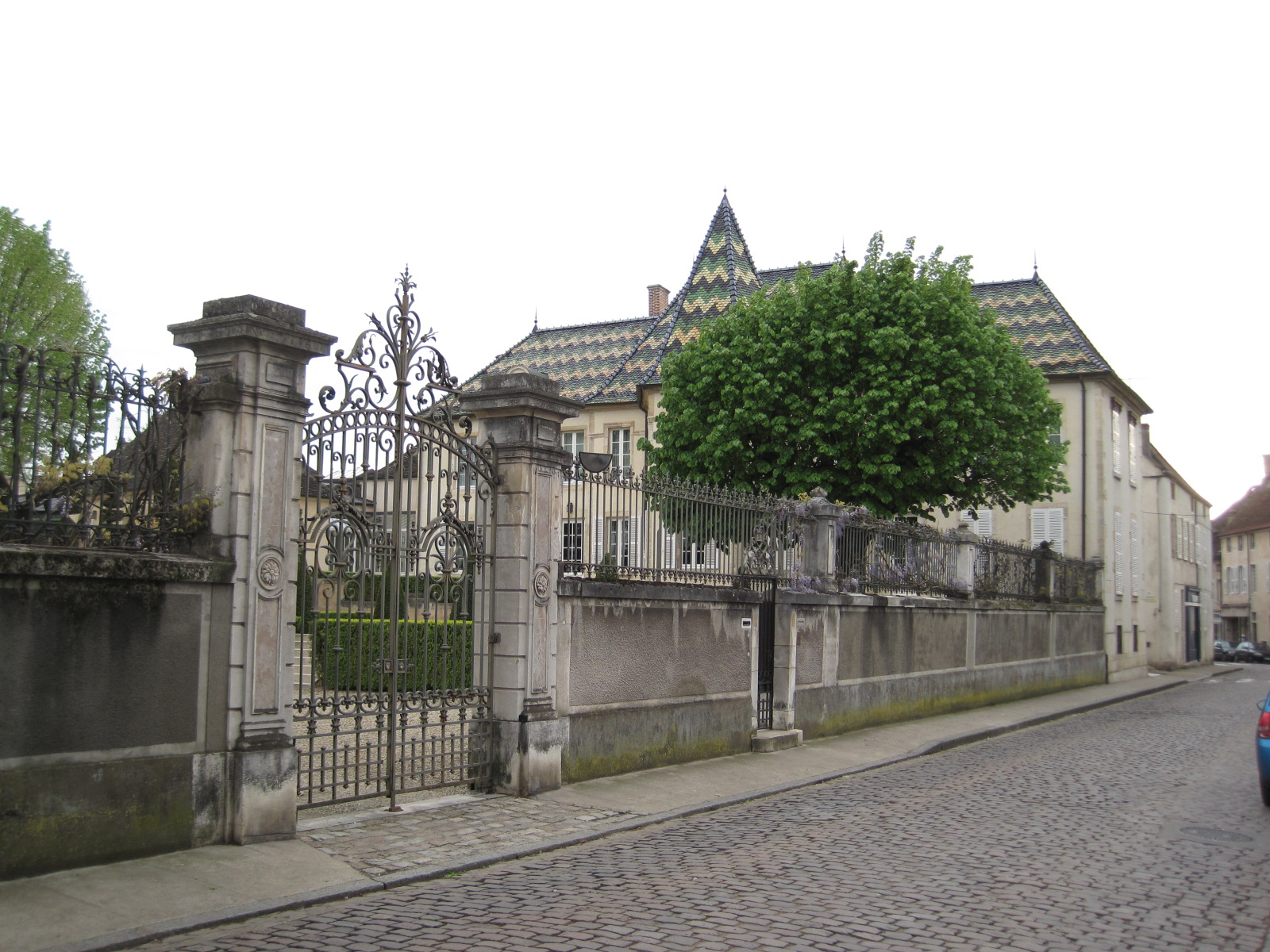

L'actuel domaine viticole Bouchard Père & Fils (un des plus importants du vignoble de Bourgogne) est constitué de 130 hectares de vignes, dont 12 classés en Grand Cru et 74 en Premier Cru, avec les appellations Montrachet, Chevalier-montrachet, Corton, Corton-charlemagne, Clos-de-vougeot, Chambertin, Beaune Grèves Vigne de l'Enfant Jésus, Volnay Caillerets, Meursault Perrières... La rue du château coupe la propriété en deux (reliée par des caves souterraines sous la voie publique).

## Vestiges
Il ne subsiste à ce jour que quatre tours du château fort.